# Juan de la Cruz Machicado
Juan de la Cruz Machicado Sihuayro, o simplemente Machicado, (Yunguyo, 1935 - Cusco, 1 de agosto de 2018) fue un pintor peruano. 
Nació en 1935 en la localidad de Yunguyo, departamento de Puno,realizó sus estudios secundarios en el Colegio Nacional de San Carlos y posteriormente en Cusco y Lima. Estudió pintura en la Escuela Regional de Bellas Artes Diego Quispe Tito, Cusco, y  cursó estudios de especialización en la Escuela de Bellas Artes del Perú, con sede en Lima.
En el año 1975 obtuvo el Premio Nacional de Pintura en el Festival Internacional de la Primavera en Trujillo.
Ha realizado una exitosa serie de exposiciones en USA, Japón, Argentina, Bolivia y España.
Falleció el primero de agosto de 2018 en Cusco.